# Municipio de Minton
El municipio de Minton (en inglés: Minton Township) es un municipio ubicado en el condado de Holt en el estado estadounidense de Misuri. En el año 2010 tenía una población de 124 habitantes y una densidad poblacional de 1,33 personas por km².

## Geografía
El municipio de Minton se encuentra ubicado en las coordenadas 40°1′40″N 95°19′20″O / 40.02778, -95.32222. Según la Oficina del Censo de los Estados Unidos, el municipio tiene una superficie total de 92.9 km², de la cual 86,24 km² corresponden a tierra firme y (7,18 %) 6,67 km² es agua.

## Demografía
Según el censo de 2010, había 124 personas residiendo en el municipio de Minton. La densidad de población era de 1,33 hab./km². De los 124 habitantes, el municipio de Minton estaba compuesto por el 97,58 % blancos, el 2,42 % eran amerindios. Del total de la población el 0 % eran hispanos o latinos de cualquier raza.